# Gesundheitswesen in Aserbaidschan

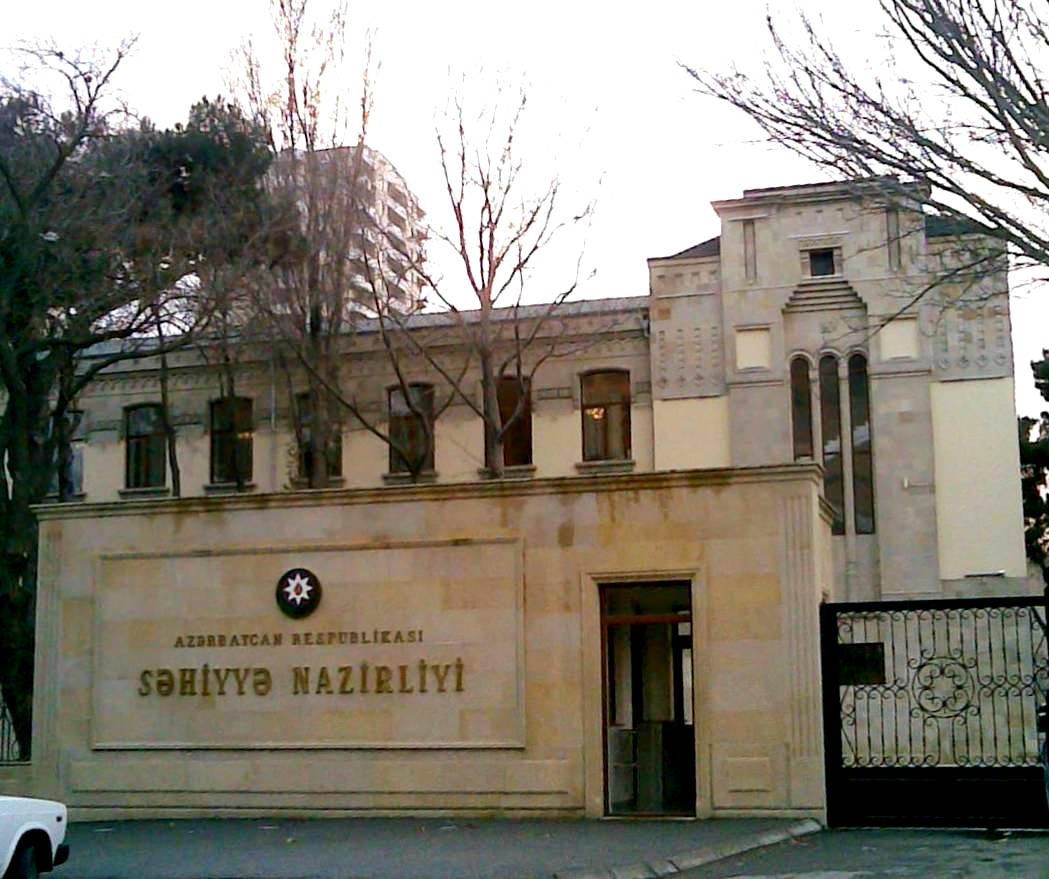
Gesundheitsministerium von Aserbaidschan

Das Gesundheitswesen in Aserbaidschan besteht aus öffentlichen und privaten Gesundheitsinstituten und wird über das Gesundheitsministerium von Aserbaidschan reguliert.

## Historische Einführung

### Periode der Demokratischen Republik Aserbaidschan (ADR)
Nach dem Dekret des Ministerrats der Aserbaidschanischen Demokratischen Republik wurde das Gesundheitsministerium am 17. Juni 1918 gegründet. Der Chirurg Khuddat Rafibeyli wurde zum ersten Minister ernannt. Khudat Rafibeyli war Absolvent der medizinischen Fakultät der Kharkov Universität. Zur Verbesserung der medizinischen Versorgung hat die Regierung einen umfassenden Plan entwickelt, um mit staatlich finanzierten Dienstleistungen die Einwohner zu versorgen, neue medizinische Zentren zu eröffnen und medizinische Lagerhäuser und Laborgebäude zu errichten. Außerdem wurde notwendige Ausrüstung im Auftrag des Ministeriums erworben.
Die Regierung versuchte den Kampf gegen Epidemien zu verbessern und medizinische Dienstleistungen in Regionen mit Personal und Medikamenten aufzurüsten. Über 30 Krankenhäuser waren in den Regionen in Betrieb. In Dörfern wurden ambulante Dienstleistungen kostenlos gestellt. In ländlichen Gebieten waren die Hauptaufgaben der bestehenden Krankenhäuser und medizinischen Stationen Krankenhausaufenthalte infektiöser Patienten und die Neutralisierung der Krankheitsgebiete. Unter Berücksichtigung der Unzulänglichkeit, da nur ein Arzt für 75.000 Einwohner zur Verfügung stand, beschloss das Parlament 35 neue Krankenhäuser zu eröffnen und 56 medizinische Assistenzpunkte und 45 Milliarden Manats für die Erweiterung des Krankenhausnetzwerkes in ländlichen Gebieten bereitzustellen.
In Baku wurden staatliche Apotheken und ein analytisches Labor eingerichtet, um Medikamente und medizinisch-rechtliche Untersuchungen durchzuführen. Ein Zentrallager wurde eingerichtet, um die Gesundheitsversorgung mit Medikamenten und medizinischen Hilfsgütern angemessen und zeitgerecht zu gewährleisten. Studenten wurde ein Medizinstudium im Ausland gewährt.

### Sowjetische Periode
Nach dem Zusammenbruch der ADR und der Eingliederung Aserbaidschans als ASSR in die Sowjetunion entwickelte sich das Gesundheitswesen als Teil des sowjetischen Gesundheitswesens. Das neu gebildete Volkskommissariat von Aserbaidschan profitierte von den Traditionen, die während der ARD-Periode entstanden waren. Die Hauptaufgabe des Volkskommissariats war der Kampf gegen infektiöse Krankheiten wie Pest, Windpocken, Malaria und Masern.
Mohsun Gadirli wurde im November 1921 als Gesundheitskommissar ernannt, um Reformen in der Region umzusetzen. Während seiner Amtszeit wurde ein einheitliches Gesundheitssystem kreiert, das sich auf persönliche Trainings, Verbesserung der medizinischen Dienstleistungen in ländlichen Gebieten, Verbesserung der Medikamentenversorgung der Bevölkerung und Entwicklung von medizinischen Dienstleistungen für Frauen und Kinder konzentrierte.
In den Zentren unterschiedlicher Regionen und größeren Wohngebieten wurden Krankenhäuser, ambulante Kliniken und andere medizinische Institutionen gegründet. Ebenso wurde die Implementierung der Dekrete über die Verstaatlichung der Apotheken, die kostenlose Verteilung von Essen für Kinder und kostenlose Medikamentenverteilung für die Bevölkerung gestartet.
Die offiziell kostenlose öffentliche Gesundheitsversorgung leidet unter Finanzierungsengpässen, mangelnder Effektivität und einem Nachholbedarf in den medizinischen Dienstleistungsqualität. Im Jahr 2017 zählte Aserbaidschan zu den zehn Ländern der Welt mit dem geringsten Anteil an Gesundheitsausgaben. 2018 lagen die öffentlichen Ausgaben für das Gesundheitswesen bei nur etwa 1 % des Bruttoinlandsprodukts. Im Haushalt für das Jahr 2019 stehen dem Gesundheitswesen 616 Millionen US-Dollar zur Verfügung. Ein großes Problem in Gesundheitssektor ist der Mangel an medizinischen Fachkräften insbesondere in der Allgemeinmedizin. Die zu tragenden Kosten für die öffentlichen medizinischen Dienste sind im Verhältnis zu den Einnahmen der Bevölkerung viel zu hoch.

### Private Gesundheitsversorgung
Die Gesundheitsausgaben der Bevölkerung in den 2015 bis 2017 ist im Vergleich zu 2014 um einen Drittel gesunken. Der Rückgang spiegelt sich ebenfalls in der Anzahl der Arztbesuche, so wurden im Jahr 2013 76,3 Millionen Besuche verzeichnet gegenüber 70,7 Millionen Besuche in 2017. Von der Anzahl der Besuche 2017 werden zu 70 % dem privaten Sektor zugeteilt. Es wird eine Trendwende 2020/21 erwartet.
Aserbaidschan führt seit 2007 ein Pilotprojekt für eine obligatorische Krankenversicherung. Dafür investierte der Staat bis Ende 2018 42 Millionen US-Dollar in der Stadt Mingetschewir und in den Landkreisen Yvelach und Agdam. Die Investitionen dienen den Umstrukturierungen der medizinischen Einrichtungen, für automatisierte Kontrollsysteme, für den Erwerb von Medizintechnik und für die bessere Bezahlung des Personals. Der Beitrag für die Krankenversicherung soll für versicherungspflichtige Arbeitnehmer in der ersten Phase 3 % vom Bruttolohn betragen. Der Arbeitnehmer soll 2 % und der Arbeitgeber 1 % übernehmen. Der Beitrag für andere Beschäftigte soll jährlich 120 Aserbaidschan-Manat (etwa 70 US-Dollar) betragen.